# Тромб
Тромбът (от старогръцки: θρόμβος – „съсирек“) е съсирек, намиращ се в кръвоносната система, който може да причини тежки заболявания, като инсулт, тромбофлебит, белодробен емболизъм и други. Съсирването е естествен и благоприятен процес, целящ спирането на кръвотечението след травма, но образуването на тромб във вътрешността на кръвоносната система може да доведе до тромбоза – състояние, при което кръвният поток в част от тялото е възпрепятстван.
Начален фактор в тромбообразуването е ендотелното увреждане, което води до образуване на хемостатична тромбоцитна запушалка. Ендотелиалното увреждане почти винаги играе роля в образуването на тромби в артериите, тъй като високите нива на кръвния поток обикновено възпрепятстват образуването на съсиреци. Всеки възпалителен процес, като травма, хирургическа интервенция или инфекция, може да причини увреждане на ендотелиалната обвивка на стената на кръвоносния съд. Все пак, тромбообразуването е улеснено, когато човек е: пушач, с висок холестерол, с наднормено тегло, диабетик, стресиран или със заседнал начин на живот.
Обичайните симптоми при образуването на тромб са: болки в гърдите, недостиг на въздух, увисване на долната част на лицето, внезапна загуба на сила в някой крайник или крайник, който е станал студен, бледен и болезнен.